# Colli Albani superiore
Il Colli Albani superiore è un vino DOC la cui produzione è consentita nella provincia di Roma.

## Caratteristiche organolettiche
- colore: dal giallo paglierino al paglierino scarico.
- odore: vinoso e delicato.
- sapore: secco o abboccato o amabile o dolce, caratteristico fruttato.

## Produzione
Provincia, stagione, volume in ettolitri
- nessun dato disponibile